# Guêpier pour trois abeilles
Pour plus de détails, voir Fiche technique et Distribution.
Guêpier pour trois abeilles (The Honey Pot) est un film américano-italien réalisé par Joseph L. Mankiewicz, sorti en 1967.

## Synopsis
À Venise, le richissime Cecil Fox regarde un soir, à la Fenice, la pièce Volpone qu'il s'est fait représenter pour lui tout seul. Le lendemain, il embauche William McFly, en qualité de secrétaire particulier, et le charge de faire venir, dans son palais vénitien, trois anciennes maîtresses, en leur faisant miroiter qu'il est mourant et pourrait léguer sa fortune à l'une d'elles. Celles-ci arrivent bientôt : Mrs Sheridan — avec sa dame de compagnie Sarah Watkins —, la princesse Dominique et Merle McGill. L'affrontement psychologique commence avec elles, aussi avides et hypocrites l'une que l'autre. Mais un matin, Mrs Sheridan est retrouvée morte...

## Fiche technique
Sauf indication contraire, les informations mentionnées dans cette section peuvent être confirmées par la base de données cinématographiques IMDb,  présente dans la section « Liens externes ».
- Titre français : Guêpier pour trois abeilles
- Titre original anglais : The Honey Pot
- Titre italien : Masquerade
- Scénario : Joseph L. Mankiewicz, d'après une pièce de Frederick Knott, un roman de Thomas Sterling, traduit en français Le Tricheur de Venise, et la pièce Volpone de Ben Jonson
- Photographie : Gianni Di Venanzo
- Montage : David Bretherton
- Musique : John Addison
- Producteur : Charles K. Feldman
- Société de production : Famous Artists Productions
- Société de distribution : United Artists
- Pays de production :  États-Unis |  Italie
- Langue : Anglais
- Format : Couleur - Mono - 35 mm - 1.85:1
- Genre : Comédie, Film policier
- Durée : 126 min

## Distribution
- Rex Harrison (VF : Bernard Dhéran) : Cecil Fox
- Cliff Robertson (VF : Jean-Claude Michel) : William McFly
- Maggie Smith (VF : Anne Carrère) : Sarah Watkins
- Susan Hayward (VF : Paule Emanuele) : Mrs Sheridan
- Capucine (VF : Nadine Alari) : La princesse Dominique
- Edie Adams (VF : Joëlle Janin) : Merle McGill
- Adolfo Celi (VF : Duncan Elliott) : L'inspecteur Rizzi
- Hugh Manning (VF : Paul Bonifas) : Volpone
- David Dodimead (VF : Roger Rudel) : Mosca

## Analyse
Ce film est une comédie, à la fois drôle, amère et noire, aux dialogues brillants, inspirée par la pièce élizabéthaine de Ben Jonson, Volpone (1606), dont il reprend le principe de la machination comme support de l'intrigue, mais au canevas initial de la pièce de théâtre, Mankiewicz a ajouté une intrigue amoureuse, qui se passe dans une Venise grise et pluvieuse. Dans le rôle principal, le réalisateur retrouve un de ses acteurs fétiches, Rex Harrison, lequel joue le rôle d'un personnage cynique, reclus dans le passé, retiré du monde moderne, un peu à l'image de Mankiewicz lui-même, qui détestait Hollywood et le monde du cinéma, et finit sa vie quasiment en reclus, en tout cas complètement isolé dans le nouveau monde cinématographique. Comme son maître Ernst Lubitsch, Mankiewicz se plaît à jouer avec les apparences et les attentes du spectateur, multipliant les leurres dans cette histoire de manipulation, dont le personnage de Cecil Fox, qui a échafaudé tout un scénario, n'imagine pas qu'il peut être pris à son propre piège. Au-delà de l'intrigue elle-même, le film est aussi une interrogation sur la recherche de la vérité des êtres, derrière les apparences, thème qui est présent dans tous les films du réalisateur. Un autre thème important, également récurrent dans la filmographie de Mankiewicz, concerne les rapports entre le maître et les domestiques, et finalement c'est une domestique, la dame de compagnie d'une des trois maîtresses de Cecil Fox, qui tire les ficelles de l'intrigue.
Note : les questions juridiques, pourtant centrales dans le film, ne doivent pas être considérées avec sérieux, car on ne peut hériter de la personne que l'on a tuée (indignité successorale). La succession du tueur ne peut donc hériter en second rang. Le Colorado a une loi appelée "Slayer Statute" qui empêche une personne de bénéficier financièrement du décès de quelqu'un qu'elle a tué intentionnellement et illégalement. Cette loi s'applique non seulement aux héritages, mais aussi aux polices d'assurance-vie et autres avantages liés au décès.